# Дата-центр

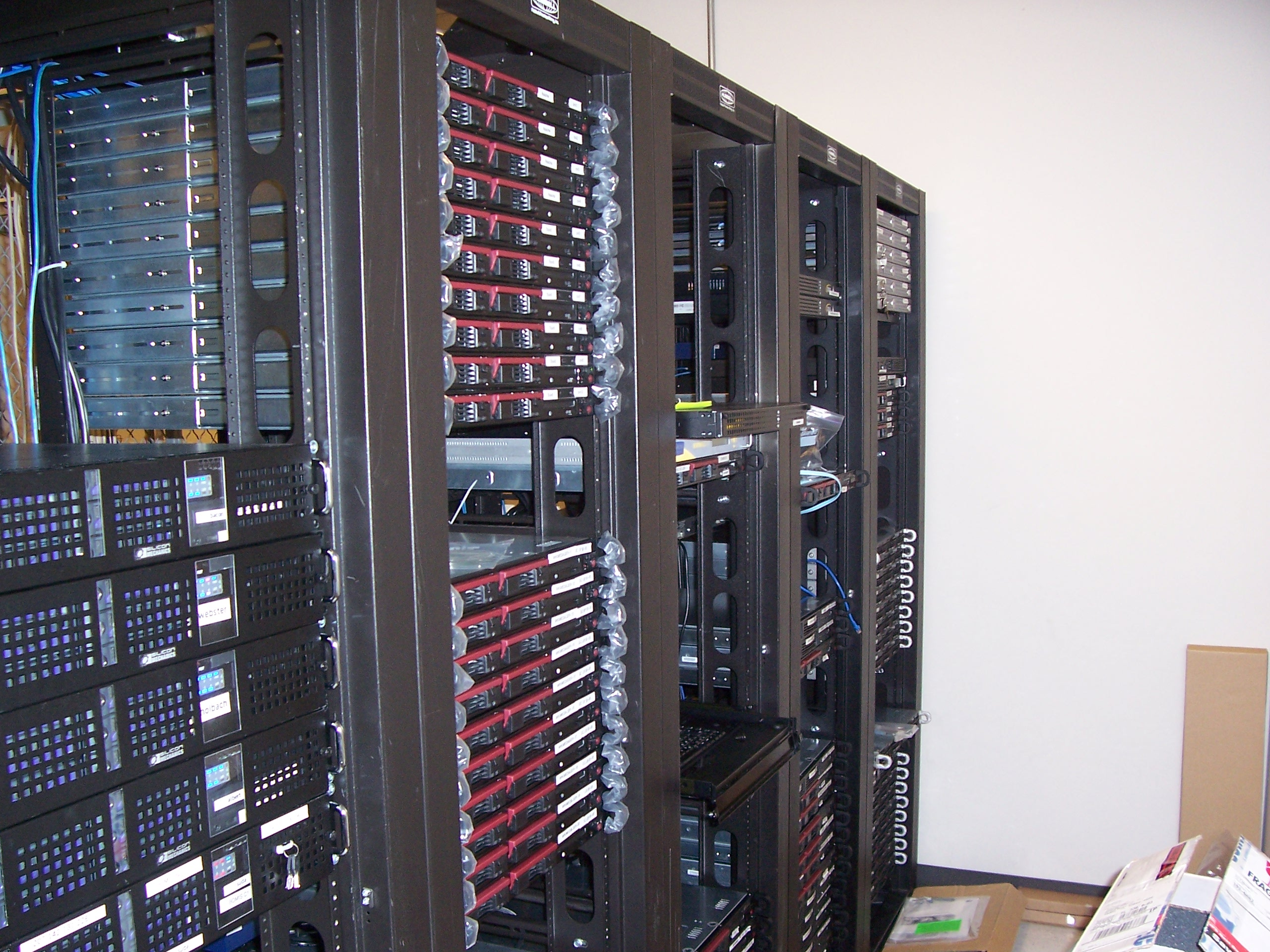
Серверная стойка фонда Wikimedia

Центр (хранения и) обработки данных (ЦОД или ЦХОД) (ср. англ. data center) — специализированный объект, представляющий собой связанную систему ИТ-инфраструктуры, инженерной инфраструктуры, оборудование (серверное и сетевое) и части которых размещены в здании или помещении, подключенном к внешним сетям, как инженерным, так и телекоммуникационным.
Дата-центр исполняет функции обработки, хранения и распространения информации, как правило, в интересах корпоративных клиентов — он ориентирован на решение бизнес-задач путём предоставления информационных услуг. Консолидация вычислительных ресурсов и средств хранения данных в ЦОД позволяет сократить совокупную стоимость владения IT-инфраструктурой за счёт возможности эффективного использования технических средств, например, перераспределения нагрузок, а также за счёт сокращения расходов на администрирование.
Дата-центры обычно расположены в пределах или в непосредственной близости от узла связи или точки присутствия какого-либо одного или нескольких операторов связи. Основным критерием оценки качества работы любого дата-центра является время доступности сервера (аптайм).

## История
История развития дата-центров начинается с огромных компьютерных комнат времен зарождения компьютерной индустрии. Тогда компьютерные системы были сложнее в управлении и требовали обеспечения особых условий для работы. Так как они занимали много места и требовали множества проводов для подключения различных компонентов, в компьютерных комнатах стали применять стандартные серверные стойки, фальшполы и кабельные каналы (проложенные по потолку или под фальшполом). Кроме того, такие системы потребляли много энергии и нуждались в постоянном охлаждении, чтобы оборудование не перегревалось. Не менее важна была безопасность — оборудование — весьма дорогостоящее и часто использовалось для военных нужд. Поэтому были разработаны основные конструкционные принципы по контролю доступа в серверные.
В период бурного развития компьютерной индустрии и особенно в 1980-е компьютеры начинают использовать повсеместно, не особенно заботясь об эксплуатационных требованиях. Но с развитием ИТ-отрасли компании начинают уделять все больше внимания контролю ИТ-ресурсов. С изобретением архитектуры клиент-сервер в 1990-е микрокомпьютеры, сейчас называемые серверами, стали занимать места в старых серверных. Доступность недорогого сетевого оборудования вместе с новыми стандартами сетевых кабелей сделали возможным использование иерархического проектирования, так серверы переместились в отдельные комнаты. Термин «дата-центр», в те времена применимый к специально спроектированным серверным, начал набирать популярность и становился все более узнаваем.
Крупное развитие дата-центров приходится на период 1995—2000 годов. Компаниям было необходимо устойчивое и высокоскоростное соединение с Интернетом и бесперебойная работа оборудования, чтобы разворачивать системы и устанавливать своё присутствие в сети. Разместить оборудование, способное справиться с решением этих задач, было делом непосильным для большинства небольших компаний. Тогда и началось строительство отдельных больших помещений, способных обеспечить бизнес всем необходимым набором решений для размещения компьютерных систем и их эксплуатации. Стали развиваться новые технологии для решения вопросов масштаба и операционных требований столь крупных систем.
В наши дни проектирование и строительство дата-центров — хорошо изученная область. Сформированы стандарты, устанавливающие требования для проектирования дата-центров. К примеру, специалисты Telecommunications Industry Association внесли большой вклад в формирование стандартов для дата-центров. Но все же осталось ещё много нерешенных задач в методах работы, а также строительстве дата-центров, не наносящих вреда окружающей среде и т. д.
Дата-центры требуют больших затрат как на этапе строительства, так и в процессе обслуживания, для поддержания работы на должном уровне. К примеру, дата-центр Amazon.com в Орегоне, площадь которого равна 10 800 м², оценивается в 100 млн $.

## Структура
Типичный дата-центр состоит из:

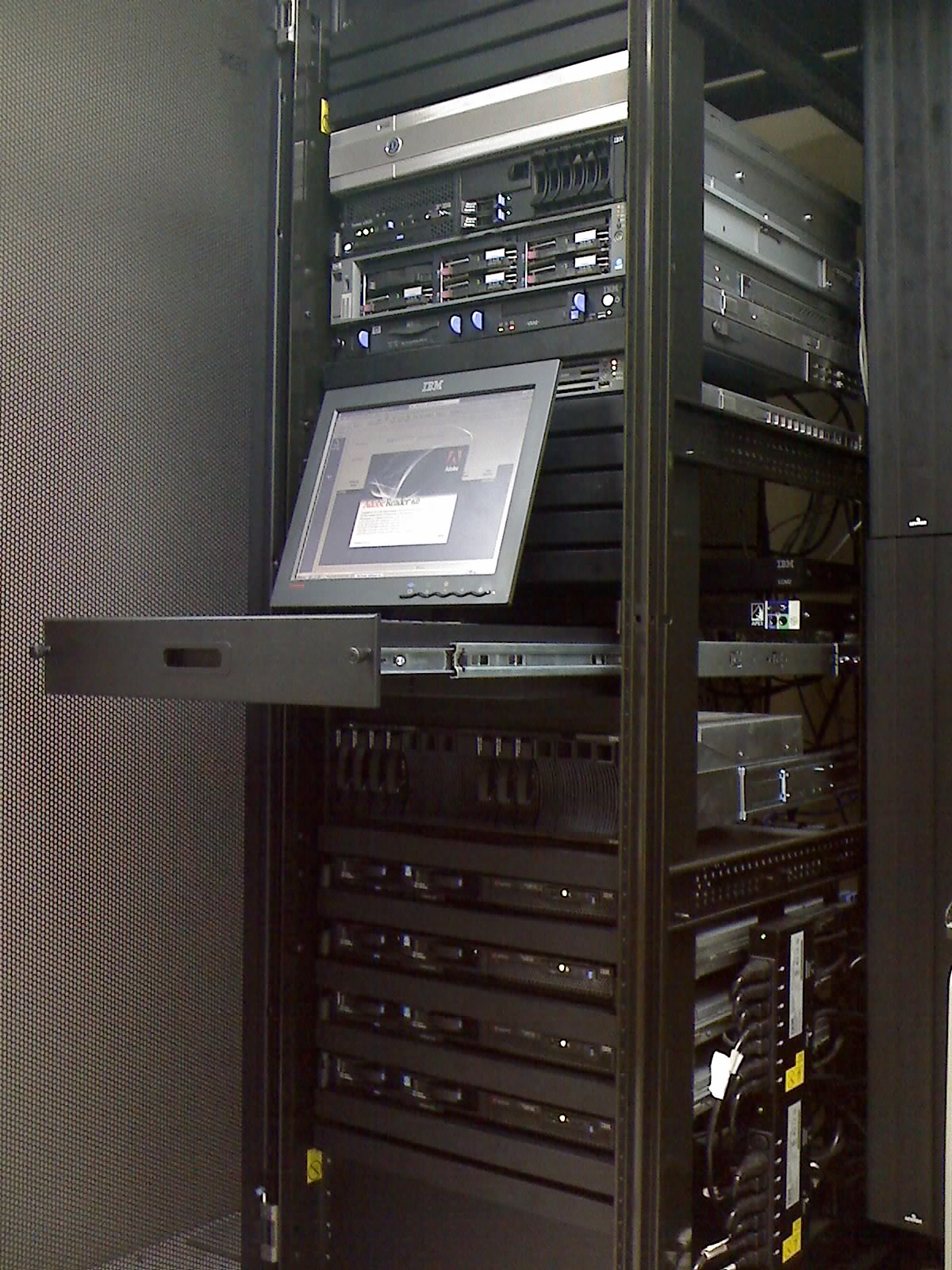
Стандартная серверная стойка

- информационной инфраструктуры, включающей в себя серверное оборудование и обеспечивающей основные функции дата-центра — обработку и хранение информации;
- телекоммуникационной инфраструктуры, обеспечивающей взаимосвязь элементов дата-центра, а также передачу данных между дата-центром и пользователями;
- инженерной инфраструктуры, обеспечивающей нормальное функционирование основных систем дата-центра.

Инженерная инфраструктура включает в себя: кондиционирование для поддержания температуры и уровня влажности в заданных параметрах; бесперебойное электроснабжение для автономной работы дата-центра в случаях отключения центральных источников электроэнергии; охранно-пожарную сигнализацию и систему газового пожаротушения; системы удаленного IP-контроля, управления питанием и контроля доступа.
Некоторые дата-центры предлагают клиентам дополнительные услуги по использованию оборудования по автоматическому уходу от различных видов атак. Команды квалифицированных специалистов круглосуточно производят мониторинг всех серверов. Услуги дата-центров сильно различаются в цене и количестве услуг. Для обеспечения сохранности данных используются системы резервного копирования. Для предотвращения кражи данных в дата-центрах используются различные системы ограничения физического доступа, системы видеонаблюдения. В корпоративных (ведомственных) дата-центрах обычно сосредоточено большинство серверов соответствующей организации. Оборудование крепится в специализированных стойках и шкафах. Как правило, в дата-центр принимают для размещения лишь оборудование в стоечном исполнении, то есть в корпусах стандартных размеров, приспособленных для крепления в стойку. Компьютеры в корпусах настольного исполнения (ATX) неудобны для дата-центров и размещаются в них редко.

## Классификация

### По соответствию требованиям стандартов
В ряде стран имеются стандарты на оборудование помещений дата-центров, позволяющие объективно оценить способность дата-центра обеспечить тот или иной уровень сервиса. Например, в США принят американский (ANSI) стандарт TIA-942, несущий в себе рекомендации по созданию дата-центров и делящий дата-центры на типы по степени надёжности. Хотя в России пока нет такого стандарта, дата-центры оснащаются согласно требованиям для сооружений связи, а также ориентируются на требования TIA-942 и используют дополнительную документацию Uptime Institute и ГОСТы серии 34.
Фактически TIA-942 воспринимается во всем мире как единый стандарт для дата-центров, однако он не обновляется и его достаточно сложно применить в условиях России.
В то же время сейчас активно развивается стандарт BICSI 002 2010 Data Center Design and Implementation Best Practices, появившийся в 2010 и обновленный в 2011. По словам создателей стандарта, «стандарт BICSI 002 2010, в создании которого участвовали более 150 экспертов, дополняет существующие стандарты TIA, CENELEC и ISO/IEC для центров обработки данных».
Каждый из стандартов, как правило, имеет свою внутреннюю классификацию дата-центров по совокупности их параметров.

### По размеру

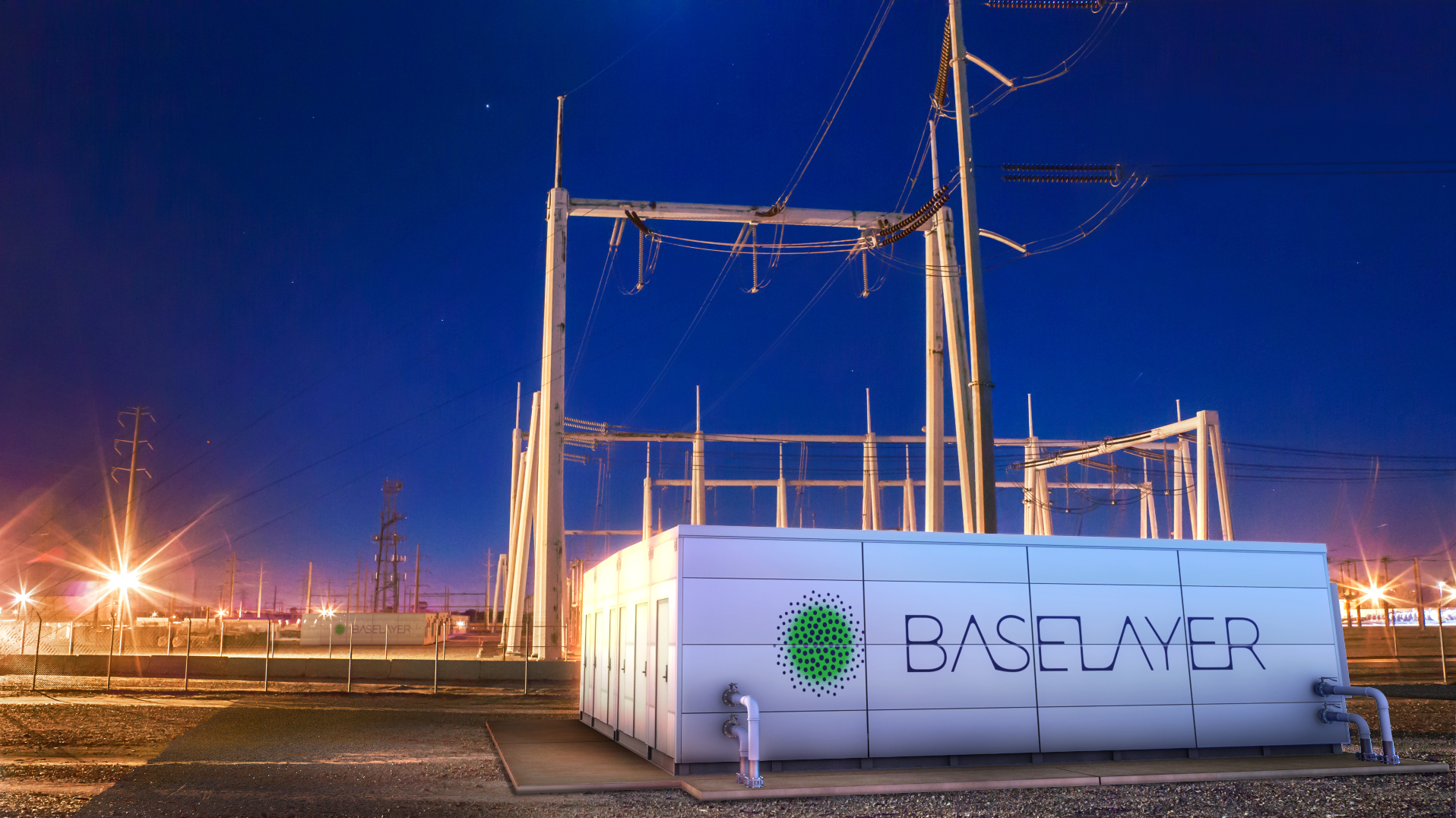
Модульный дата-центр

- Крупные дата-центры имеют своё здание, специально сконструированное для обеспечения наилучших условий размещения. Обычно они имеют свои каналы связи, к которым подключают серверы.
- Модульные дата-центры собираются из модульных блоков, имеют разные конструктивные особенности, масштабируются от минимальной площади серверного зала одного модуля, увеличиваются до бесконечности путём постепенного наращивания модулей. Имеют повышенные уровни безопасности работы автономных систем дата-центра.
- Средние дата-центры обычно арендуют площадку определённого размера и каналы определённой пропускной способности (обычно измеряется в Гбит/с).
- Малые дата-центры размещаются в малоприспособленных помещениях. Часто ими используется оборудование плохого качества, а также предоставляется самый минимум услуг.
- Контейнерные дата-центры. Стойки с оборудованием размещаются в стандартных ISO-контейнерах размером 20 и 40 футов. Имеют преимущества, так как могут перевозиться автомобильным и железнодорожным транспортом.

### По надёжности

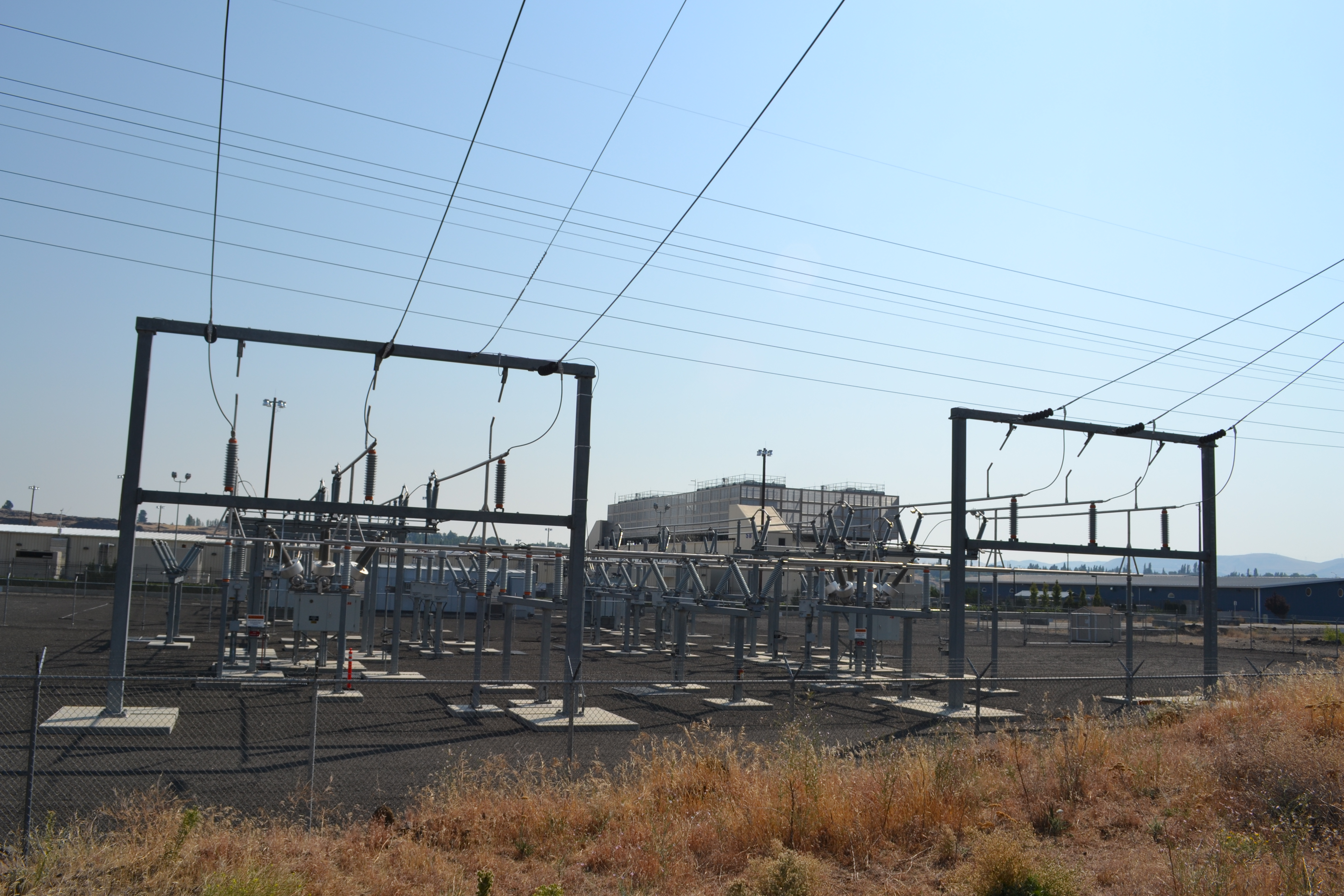
Электроснабжение датацентра Google в Орегоне

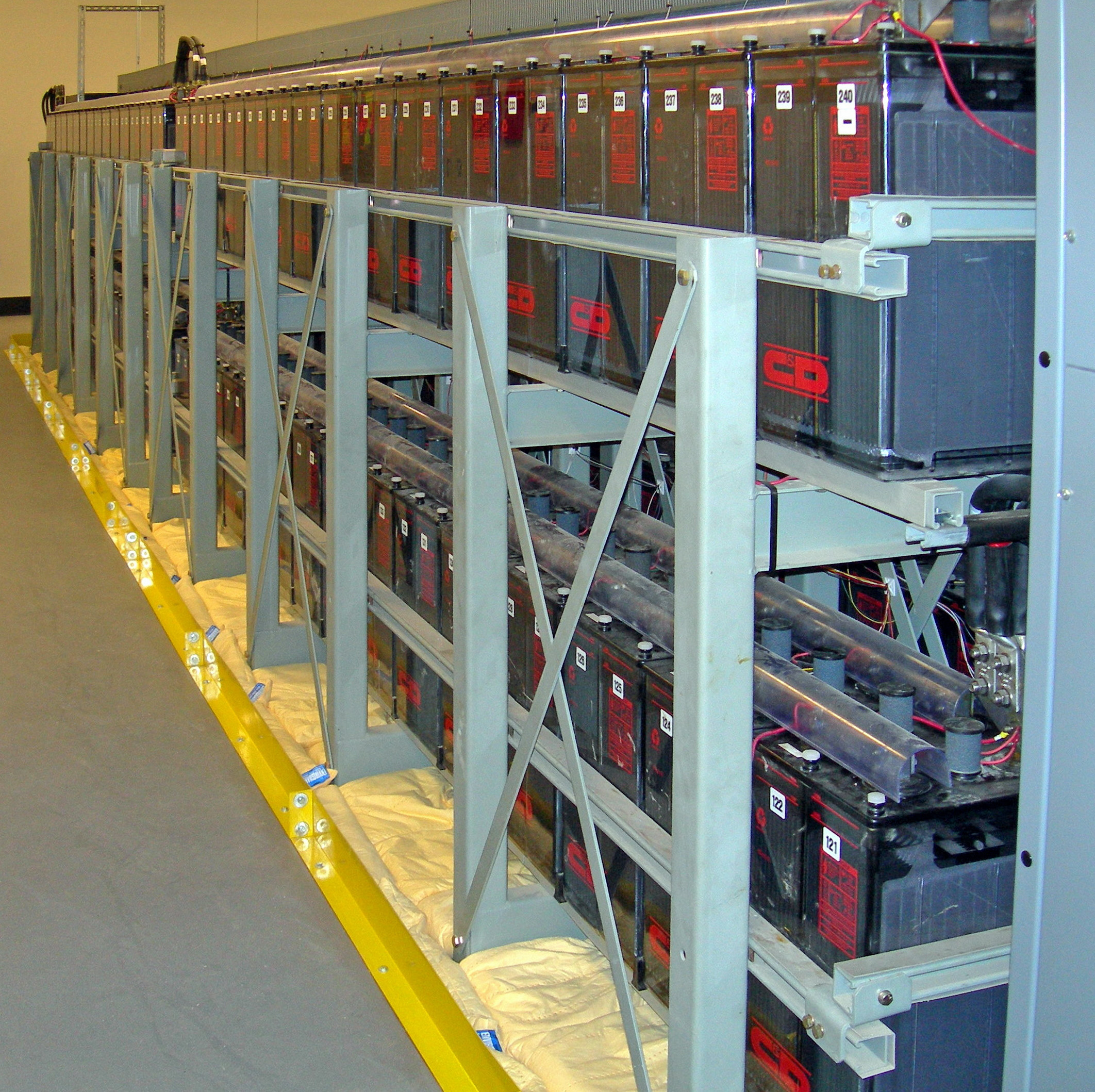
Аккумуляторные батареи в датацентре

Основной показатель работы ЦОД — отказоустойчивость; также важна стоимость эксплуатации, показатели энергопотребления и регулирования температурного режима.
Например, стандарт TIA-942 предполагает четыре уровня надёжности дата-центров:
- Уровень 1 (N) — отказы оборудования или проведение ремонтных работ приводят к остановке работы всего дата-центра; в дата-центре отсутствуют фальшполы, резервные источники электроснабжения и источники бесперебойного питания; инженерная инфраструктура не резервирована;
- Уровень 2 (N+1) — имеется небольшой уровень резервирования; в дата-центре имеются фальшполы и резервные источники электроснабжения, однако проведение ремонтных работ также вызывает остановку работы дата-центра;
- Уровень 3 (2N) — имеется возможность проведения ремонтных работ (включая замену компонентов системы, добавление и удаление вышедшего из строя оборудования) без остановки работы дата-центра; инженерные системы однократно резервированы, имеется несколько каналов распределения электропитания и охлаждения, однако постоянно активен только один из них;
- Уровень 4 (2(N+1)) — имеется возможность проведения любых работ без остановки работы дата-центра; инженерные системы двукратно резервированы, то есть продублированы как основная, так и дополнительная системы (например, бесперебойное питание представлено двумя ИБП, каждый из которых уже резервирован по схеме N+1).

Четыре уровня надежности также отражены и в стандарте Tier (соответственно Tier I, II, III и IV). Этот стандарт наиболее часто фигурирует в сертификатах ЦОДов.

### По предназначению
Дата-центры по виду использования подразделяют на корпоративные, предназначенные для обслуживания конкретной компании, и коммерческие (аутсорсинговые), предоставляющие услуги всем желающим. Также разделяют провайдерозависимые и провайдеронезависимые дата-центры. Первые служат для обеспечения деятельности телекоммуникационных операторов, вторые могут использоваться разными компаниями в соответствии с их запросами.

## Услуги дата-центров
- Виртуальный хостинг. Крупные дата-центры обычно не предоставляют подобной массовой услуги из-за необходимости обеспечения техническо-консультационной поддержки.
- Виртуальный сервер. Предоставление гарантированной и лимитированной части сервера (части всех ресурсов). Важная особенность данного вида хостинга — разделение сервера на несколько виртуальных независимых серверов, реализуемых программным способом.
- Выделенный сервер. Дата-центр предоставляет клиенту в аренду сервер в различной конфигурации. Крупные дата-центры в основном специализируются именно на подобных типах услуг.
- Colocation. Размещение сервера клиента на площадке дата-центра за определённую плату. Стоимость зависит от энергопотребления и тепловыделения размещаемого оборудования, пропускной способности подключаемого к оборудованию канала передачи данных, а также размера и веса стойки.
- Аренда телекоммуникационных стоек. Передача клиенту стоек для монтажа собственного или клиентского оборудования. Формально это частный случай colocation, но с основным отличием в том, что арендаторы — в основном юридические лица.
- Выделенная зона (Dedicated area). В некоторых случаях владельцы дата-центра выделяют часть технологических площадей для специальных клиентов, как правило, финансовых компаний, имеющих строгие внутренние нормы безопасности. В этом случае дата-центр предоставляет некую выделенную зону, обеспеченную каналами связи, электроснабжением, холодоснабжением и системами безопасности, а клиент сам создает свой дата-центр внутри этого пространства.

Кроме того, дата-центры также могут обогревать близлежащие районы.

## Сетеваяинфраструктура
Коммуникации дата-центра чаще всего базируются на сетях с использованием протокола IP. Дата-центр содержит несколько роутеров и свитчей, которые управляют трафиком между серверами и «внешним миром». Для надёжности дата-центр иногда подключен к интернету с помощью множества разных внешних каналов от разных провайдеров.
Некоторые серверы в дата-центре служат для работы базовых интернет- и интранет-служб, которые используются внутри организации: почтовые серверы, прокси-серверы, DNS-серверы и т. п.
Сетевой уровень безопасности поддерживают межсетевые экраны, VPN-шлюзы, IDS-системы и т. д. Также используются системы мониторинга трафика и некоторых приложений.

## «Трэш-дата-центры»
В последние годы на фоне глобального кризиса получили развитие проекты максимально бюджетных «трэш-дата-центров» (англ. trash — мусор). Как правило, это большой склад либо ангар, минимально приспособленный для размещения стоек, который по классификации TIA-942 не всегда соответствует даже уровню Tier I. Клиент обеспечивается негарантированным электропитанием, подключением к Интернету и местом для стойки. Если клиент желает иметь гарантированное электропитание, то должен поставить собственный ИБП в стойку. Охлаждение оборудования происходит за счёт естественного воздухообмена в помещении.
Достоинством данной услуги для клиента является крайне низкая цена, составляющая до 20—30 % от стоимости размещения сервера в дата-центрах уровня Tier II и Tier III. Однако, отсутствие централизованных систем бесперебойного питания, кондиционирования и пожаротушения позволяет использовать эти ЦОДы лишь как временное решение и крайнюю меру.